# جوليا ساندرسون
جوليا ساندرسون (بالإنجليزية: Julia Sanderson)‏ هي مغنية وممثلة أمريكية، ولدت في 27 أغسطس 1887 في سبرينغفيلد في الولايات المتحدة، وتوفيت بنفس المكان في 27 يناير 1975.

## وصلات خارجية
- جوليا ساندرسون على موقع IMDb (الإنجليزية)
- جوليا ساندرسون على موقع قاعدة بيانات برودواي على الإنترنت (الإنجليزية)
- جوليا ساندرسون على موقع قاعدة بيانات برودواي على الإنترنت (الإنجليزية)